# Tsuruoka
Tsuruoka (jap. 鶴岡市 Tsuruoka-shi) – miasto w prefekturze Yamagata w Japonii (Honsiu), leży nad Morzem Japońskim. Ma powierzchnię 1 311,53 km². W 2020 r. mieszkało w nim 122 347 osób, w 45 487 gospodarstwach domowych  (w 2010 r. 136 623 osoby, w 45 395 gospodarstwach domowych) .

## Położenie
Miasto leży w środkowej części prefektury nad Morzem Japońskim. Graniczy z miastami:
- Sakata
- Murakami (Prefektura Niigata)

oraz kilkoma miasteczkami.

## Gospodarks
W mieście rozwinął się przemysł elektrotechniczny oraz maszynowy. Ponadto w mieście produkuje się części samochodowe, tekstylia z włókien chemicznych oraz świece.

## Historia
Miasto powstało 1 kwietnia 1889 roku.

## Miasta partnerskie
- Japonia: Kagoshima, Kikonai
- Stany Zjednoczone: New Brunswick